# 聖類斯中學
聖類斯中學（英語：Saint Louis School）是香港一所著名且歷史悠久的男校，英文中學。位於香港石塘咀第三街179號，佔地面積約10000平方米。

## 校政管理
歷任院長／校監
- 1982年–1988年：魯炳義（Fr Luigi Rubini）
- 1988年–1994年：黃光照
- 1994年–2016年：林仲偉
- 2016年–：陳鴻基

歷任校長
- 1927年–1934年：金以義（Fr Vincenzo Bernardini）[1]
- 1958年–1964年：林蔭清[2]
- 1964年–1970年：霍思德（Fr John Foster）[3]
- 1986年–2001年：林仲偉
- 2001年–2002年：蘇志超
- 2002年–2012年：吳多祿
- 2012年–2016年：葉偉明
- 2016年–2021年：余立勳
- 2021年–：易浩權

歷任副校長
- 林兆良ref name="聖類斯中學校刊" />[2]

## 歷史
1864年，一群天主教神父在香港島西營盤區建立了一所名為「養正院」的學校，由一位華籍神司梁神父（M.Leong）主管，為街童提供正規工藝教育。「養正院」後來改名為「西環教導所」 ，由天主教外方傳教會管理，1875年至1893年由喇沙修士會接辦，1921年至1927年曾由瑪利奧神父辦理，於1927年終交由鮑思高慈幼會接辦，由「聖類斯孤兒院」更名為「聖類斯工藝學院」。
1935年，聖類斯工藝學院把工藝科目（裁縫、木工）轉移往「香港仔兒童工藝院」（Aberdeen Trade School），並於1936年開設中學部，並向中華民國教育部立案登記，將學校性質由工藝學校轉型為文法學校。第二次世界大戰後，聖類斯中學開設英文部，並於1953年派學生參加香港英文中學會考，1962年開設兩年制香港大學預科班，其後於1970年代開辦夜校及補習班。

### 補習班
香港最早的大型補習社在1972年出現，是借用聖類斯中學校舍上課的「聖類斯預科夜校」（現已停辦），被追認為香港大型補習社前身，多位補習名師，包括、曾經在該校任教。

## 校舍
聖類斯中學佔地 794 平方米。校舍由四部分組成：東（A）、中（B）、西（C）及南（D）翼，其中以東翼歷史最悠久，建於1927年左右，採用裝飾派建築風格。1936年，南翼受颱風吹襲，損毀嚴重，遂於同年重建。校舍中翼和西翼先後於1941年和1967年落成。
- 東翼（A）：樓高三層，並附設地牢。（地牢包含一綜合科學實驗室）
- 中翼（B）：一樓掛上聖多明我沙維豪畫像，及刻上預防教育法。主體分前後兩座，各四層，頂層為駐校神父及修士的宿舍。
- 西翼（C）：樓高八層，包含聖類斯小學校舍及中學部。
- 南翼（D）：其有三部分，第一部分是足球場及位於下層的室內活動中心，第三部分是看台及禮堂（禮堂位於看台最頂層）。

東翼大樓於2010年7月被香港古物古蹟辦事處評為香港三級歷史建築，再於2009年12月18日被評為香港二級歷史建築。

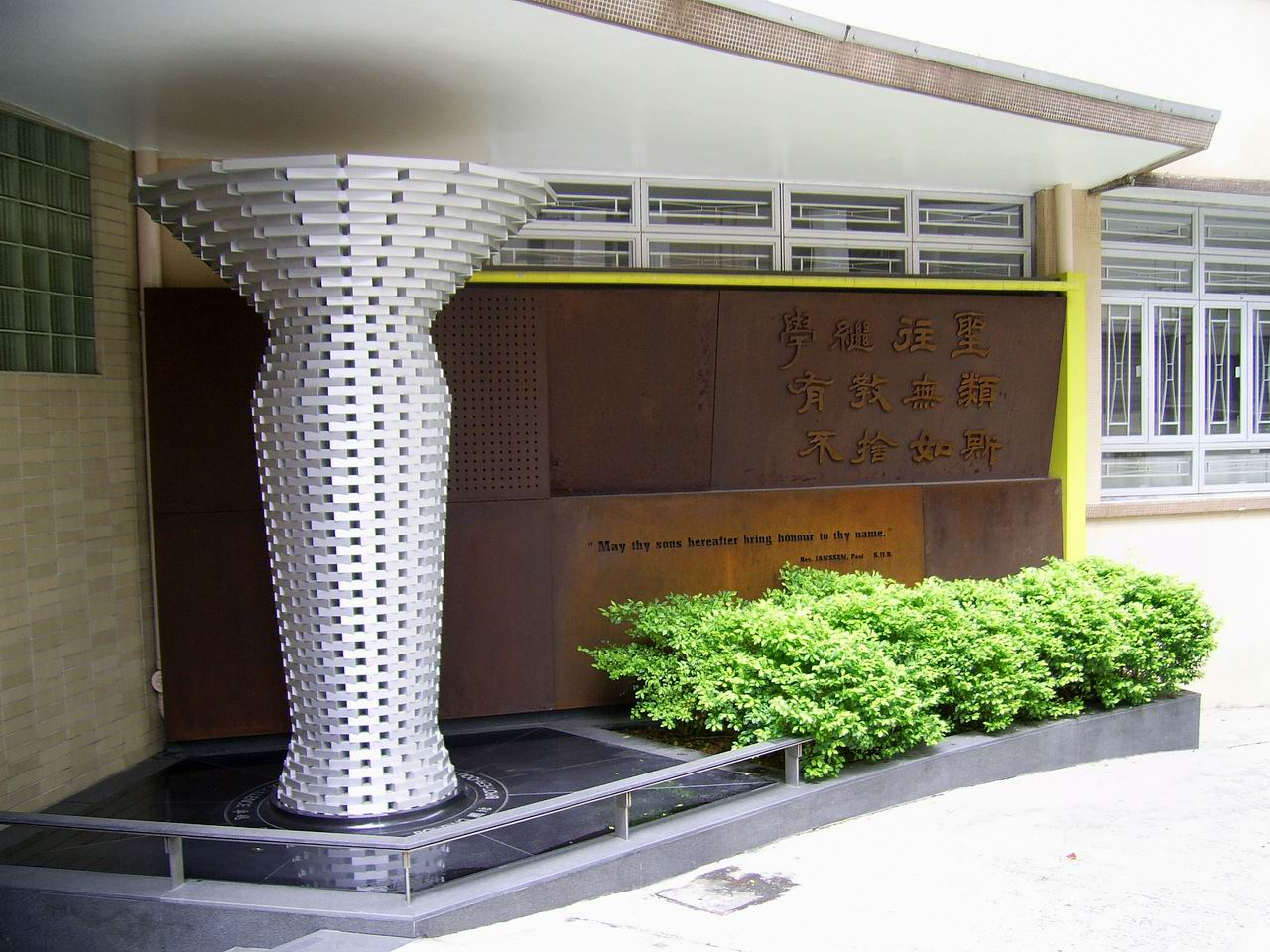
Vase of Champion雕塑

## 校服
夏季包含淺灰色長褲及白色短袖襯衫。其中校章縫在襯衫左側口袋，而中五學生須佩戴校呔；冬季包含淺灰色長褲、已縫校徽的白色長袖襯衫、校呔、口袋已縫校徽的藍色海軍西裝外套、藍色海軍連帽衫或黑色夾克，寒冷警報時可搭深色且純色的外套，規格不合規定的外套會被沒收。純色V領羊毛背心、套頭衫、黑色或深藍色羊毛開襟衫被允許穿著。

## 校友

### 建設及回饋
雕刻作品奪魁由校友沈寬提供予聖類斯中學慶祝80週年校慶及回饋母校，雕塑連座台與幕牆由同屆校友張冠城及蔡栢齢協力。奪魁被設置在校門成為地標。

## 外部連結
- 聖類斯中學簡史 （页面存档备份，存于）